# Databasefelt
Et databasefelt i en databasetabel, defineres som en association mellem en datatype og et navn. Begreberne attribut eller egenskab bruges ofte i faglitteraturen for felt. Tilføres attributten en værdi, begrænset af datatypens værdimængde, kaldes det en komponent. Dette begreb bruges dog ikke ofte.
Attribut-definitionen indgår i definition af en række i en databasetabel. En række kaldes i faglitteraturen af og til en tupel på nydansk.